# Prod
glej tudi mokrišče V produ 
Prod, tudi gramoz je klastična usedlina s premerom prodnikov velikosti nad 2 mm, ki jih je zaoblila in odložila voda. Prod se naravno pojavlja po vsem svetu kot posledica sedimentnih in erozijskih geoloških procesov; komercialno se proizvaja tudi v velikih količinah kot drobljen kamen.
Prod je razvrščen po razponu velikosti delcev in vključuje velikostne razrede od drobcev v velikosti zrnc do balvanov. Po Udden-Wentworthovi lestvici je prod kategoriziran v zrnat (2–4 mm) in prodnat (4–64 mm). ISO 14688 razvršča prod kot fin, srednje velik in grob z razponi od 2–6,3 mm do 20–63 mm. En kubični meter proda običajno tehta približno 1800 kg.
Prod oziroma gramoz je pomemben komercialni proizvod s številnimi aplikacijami. Skoraj polovica celotne proizvodnje gramoza se porabi kot agregat za beton. Velik del preostalega se uporablja za gradnjo cest, bodisi v podlagi ceste ali kot cestna površina (z ali brez asfalta ali drugih veziv). Naravni porozni prodni nanosi imajo visoko hidravlično prevodnost, zaradi česar so pomembni vodonosniki.

## Definicija in lastnosti
Pogovorno se izraz gramoz pogosto uporablja za opis mešanice različnih velikosti kosov kamna, pomešanih s peskom in morda nekaj gline. Gradbena industrija razlikuje med prodom (naravnim materialom) in drobljenim kamnom (umetno proizvedenim z mehanskim drobljenjem kamnin).
Tehnična definicija proda se razlikuje glede na regijo in področje uporabe. Številni geologi definirajo prod preprosto kot ohlapne zaobljene kamnite delce s premerom nad 2 mm (0,079 in), ne da bi navedli zgornjo mejo velikosti. Prod se včasih razlikuje od grušča, ki so ohlapni delci kamnine enake velikosti, vendar oglate oblike. Udden-Wentworthova lestvica, ki jo pogosto uporabljajo geologi v ZDA, opredeljuje zrnat prod kot delce velikosti od 2 do 4 mm, prodnat gramoz pa kot delce velikosti od 4 do 64 mm. To ustreza vsem delcem velikosti med grobim peskom in tlakovci.
Nasipna gostota proda se giblje od 1460 do 1920 kg/m3. Naravni prod ima visoko hidravlično prevodnost, ki včasih doseže več kot 1 cm/s.

## Izvor
Večina proda izhaja iz razpadanja kamninske podlage med preperevanjem. Kremen je najpogostejši mineral, ki ga najdemo v produ, saj je trd, kemično inerten in nima razcepnih ravnin, po katerih se kamnina zlahka razcepi. Večina delcev proda je sestavljenih iz več mineralnih zrn, saj ima malo kamnin mineralna zrna, večja od približno 8 milimetrov. Izjeme so kremenčeve žile, pegmatiti, globoki vdori in visokokakovostne metamorfne kamnine. Drobci kamnin se hitro zaokrožijo, ko jih prenašajo reke, pogosto v razdalji nekaj deset kilometrov od njihovih izvirov.
Prod se odlaga kot prodnate obloge ali nanosi v potočnih kanalih; v aluvialnih stožcih; v obalnih morskih okoljih, kjer prod dobavljajo potoki ali erozija vzdolž obale in v deltah hitrih potokov.
Domneva se, da so "megavalovi" proda, ki jih tvori veter (eolsko delovanje) v Argentini, enaki na planetu Mars.

## Pridobivanje in uporaba
Prod je glavna osnovna surovina v gradbeništvu. Odvisno od uporabe je treba uporabiti prod, katerega zrna pripadajo določenemu razponu velikosti. Tak prod dobimo s sejanjem ali separacijo. Na ta način se prod s postopkom separacije razvrsti v skupine, imenovane separacije.
Ocenjujejo, da se skoraj polovica gradbenega peska in proda / gramoza uporabi kot agregat za beton. Druge pomembne uporabe so gradnja cest, še posebej za manj prometne ceste na podeželju in gozdne ceste in v neštetih manjših uporabah.
Prod je široko in izdatno razširjen, večinoma v obliki rečnih nanosov, rečnih poplavnih ravnic in ledeniških nanosov, tako da okoljski vidiki in kakovost narekujejo, ali so alternative, kot je drobljen kamen, bolj ekonomične. Drobljen kamen ponekod že izpodriva naravni prod, vse pomembnejši pa postaja tudi recikliran gramoz.

## Odnos do rastlinskega sveta
Na območjih, kjer prevladujejo prodnata tla, je rastlinstvo na splošno bolj redko. To je posledica slabše sposobnosti prodnikov za zadrževanje vlage, pa tudi pomanjkanja mineralnih hranil, saj so drobnejša tla, ki vsebujejo te minerale, prisotna v manjših količinah.

## V geoloških zapisih
Sedimente, ki vsebujejo več kot 30 % proda, ki se litificirajo v trdno kamnino, imenujemo konglomerat. Konglomerati so široko razširjeni v sedimentnih kamninah vseh starosti, vendar običajno kot manjša komponenta, ki predstavlja manj kot 1 % vseh sedimentnih kamnin. Aluvialni stožci verjetno vsebujejo največje kopičenje proda v geološkem zapisu.